# Marco Velázquez Ugalde
Marco Antonio Velázquez Ugalde (29 de septiembre de 1992) es un deportista mexicano que compite en remo. Ganó una medalla de oro en el Campeonato Mundial de Remo de 2024, en la prueba de cuatro scull ligero.

## Palmarés internacional
| Campeonato Mundial | Campeonato Mundial      | Campeonato Mundial | Campeonato Mundial  |
| Año                | Lugar                   | Medalla            | Prueba              |
| ------------------ | ----------------------- | ------------------ | ------------------- |
| 2024               | St. Catharines (Canadá) | Medalla de oro     | Cuatro scull ligero |